# Ordre de l'empire des Indes
Le très éminent ordre de l'empire des Indes (The Most Eminent Order of the Indian Empire) a été créé en 1878 par la reine Victoria pour récompenser des services outre-mer ou dans le domaine des affaires étrangères.
À l'origine il n'y a qu'un grade (compagnon) mais en 1887 sont instaurées deux autres classes. La hiérarchie devient donc :
- Chevalier grand commandeur (Knight Grand Commander of the Indian Empire) (GCIE)
- Chevalier commandeur (Knight Commander) (KCIE)
- Compagnon (Companion) (CIE)

## Historique

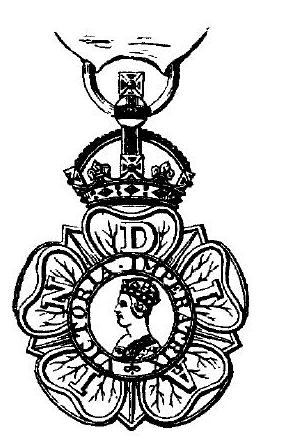
Insigne

Cet ordre n'est plus conféré depuis l'indépendance de l'Inde, en 1947.
Le vice-roi des Indes (le dernier est Lord Louis Mountbatten) était le grand maître de l'ordre. À sa nomination, il recevait les insignes de chevalier grand commandeur.

## Description
Le ruban était de couleur bleu nuit. La devise, sur l'insigne de l'ordre, est imperatricis auspiciis (latin : sous les auspices de l'impératrice).